# 刺青の男 (1968年の映画)
刺青の男（いれずみのおとこ）Le Tatoué は、ドニス・ド・ラ・パテリエールの監督による1968年のフランスのコメディ映画。ジャン・ギャバン、ルイ・ド・フュネス主演。
フランスで321万人の入場者を得て、1968年のフランスの興行収入で第8位を得た。

## あらすじ
画商のフェリシアン・メズレは、背中にアメデオ・モディリアーニの描いた刺青を持つ退役軍人ルグランと出会う。メズレはそれを2人のアメリカ人の画商に売る約束をし、それからルグランの皮膚をなんとかして手に入れようと試みる。メズレはルグランに皮膚の代金として彼の旧家の修復を申し出るが、その旧家とは廃墟となった17世紀の城で、実はルグランは伯爵モンティニャック家の最後の子孫なのであった。

## スタッフ
- 監督 - ドニス・ド・ラ・パテリエール
- 脚本 - アルフォンス・ブダール(fr)の小説「刺青の男ジェジェーヌ」による
- 脚色、演出 - パスカル・ジャルダン(fr)
- 製作総指揮 - モーリス・ジャッカン（フランス語版）
- 製作プロデュース - ラファエル・ボーム（フランス語版）
- 音楽 - ジョルジュ・ガルヴァランス(fr)

## キャスト
- ジャン・ギャバン - ルグラン、刺青の男で退役軍人およびモンティニャック伯爵家当主
- ルイ・ド・フュネス - フェリシアン・メズレ、画商
- ポール・メルセー（フランス語版） - モーリス・ペロ、村の内装職人
- ジョー・ワルフィールド（フランス語版） - ラルセン、アメリカ人の画商
- ドナルド・フォン・クルツ - スミス、アメリカ人の画商
- ドミニク・ダヴレー（フランス語版） - スザンヌ・メズレ、フェリシアンの妻
- ピエール・トルナード（フランス語版） - 准将
- イヴ・バルザック（フランス語版） - モンティニャック家の郵便配達人
- イブライム・セック - メズレの召使

## ロケ地
主にドルドーニュ県ドンムおよびサン＝ヴァンサン＝ル＝パリュエルのパリュエル城にて撮影された。城は近年新しく所有者が変わり、2010年より改装工事が行われている。工事の間は訪問することはできないが、竣工後には一般訪問が予定されている。
その他、パリのオルリー空港、ブーローニュ＝ビヤンクールのスタジオ、シュレンヌ（エッフェル塔を見下ろしながら車が坂を登る場面）で撮影されている。

## その他
監督のドニス・ド・ラ・パテリエールのインタビューによると、企画当初はアルフォンス・ブダールによる脚本が用意されていたが、ジャン・ギャバンもルイ・ド・フュネスもその脚本を拒否した。計画を白紙に戻し、二人の俳優と別々に映画を撮るつもりでいたが、制作会社との契約は二人とも起用することになっており、多くの人々が「そんな大物俳優二人が一緒に出演する映画だって？絶対にやめちゃだめだよ」と言ったため、最終的にパスカル・ジャルダンが脚本を書きなおし、撮影計画が進むこととなった。撮影開始当初ジャルダンの脚本は完成しておらず、各シーンごとに書きあがった部分を撮影日の2日前に持ってきて、1日前にシーンを用意し、当日撮影するという自転車操業であったという。
二人の息子のパトリック・ド・フュネス、オリヴィエ・ド・フュネス共著の『Louis de Funès, Ne parlez pas trop de moi, les enfants ! （ルイ・ド・フュネス、私のことを喋りすぎるな、息子たちよ！）』によれば、以前にド・フュネスとギャバンが共演した『パリ横断』『エプソムの紳士』の頃は、ギャバンはド・フュネス一家を別荘に招き、家族ぐるみの付き合いをしていた。『刺青の男』の撮影中、雑誌のインタビュー記者が訪れ、まずド・フュネスに「ギャバンの映画は何が好きですか？」と尋ねた。ド・フュネスは「全部です！」と答えたが、記者が同じ質問をギャバンに振ったところ、ギャバンは「ド・フュネスの映画は一作も見ていない」と答えた。これ以降ド・フュネスはギャバンと距離をとった、と長男パトリックは回想している。また撮影中ギャバンは演技以外の場でほとんど笑わず、ド・フュネスは仕事がやりにくかったと度々漏らしていた、と次男のオリヴィエの回想にも書かれている。しかしながらオリヴィエの文章によれば、のちにブーローニュ映画撮影所でギャバン主演の映画『猫』（1971年）に参加中の彼とばったり出くわした時、ド・フュネスは何事もなかったかのように振舞ったという。無論両者の仲はその後も続き、ギャバンの死後にはド・フュネスの先導で若手俳優に贈られるジャン・ギャバン賞が設立された。